# André Mouëzy-Éon
Pour les articles homonymes, voir Eon.
André Mouëzy-Éon, né André Marie Joseph Mouëzy, est un dramaturge français, auteur de comédies, librettiste, scénariste et dialoguiste, né le 9 juin 1880 à Chantenay-sur-Loire (Loire-Atlantique) et mort le 23 octobre 1967 à Paris.

## Biographie
André Mouëzy-Éon est le fils de François Mouëzy, notaire, conseiller municipal de Grez-en-Bouère, et de Fanny Cahours, romancière, qui, veuve, se remarie à Edgard Éon, président de la chambre des notaires de Nantes.
Il débute en écrivant des piécettes pour le Théâtre de Cluny, au quartier latin à Paris. Remarqué par la presse à l'occasion de la production de Psychologie d'étudiants,, une comédie d'introduction en 1 acte jouée en 1902, il rencontre un succès populaire en 1904 avec Tire au flanc !, un vaudeville en 3 actes co-écrit avec André Sylvane qui restera 4 ans à l'affiche au théâtre Dejazet et sera joué en continu plus de 1500 fois et remonté plusieurs fois,. La pièce sera adaptée au cinéma à cinq reprises.
Si le vaudeville militaire, un genre très en vogue à l'époque, fait son succès, il écrit néanmoins des pièces pour d'autres formes théâtrales. En 1911, il crée la polémique avec Dichotomie, une pièce jouée au Grand-Guignol qui traite des liens entre la médecine et l'argent. Elle fut republiée en 1995.
Il collabore à la revue La Connaissance de René-Louis Doyon ainsi qu'à La Baïonnette.
Après la Grande Guerre, il collabore avec l'auteur Nicolas Nancey pour l'écriture de L'Héritier du bal Tabarin en 1919 et Il est cocu, le chef de gare en 1925.
Malgré ce qu'en dit son auteur Georges de la Fouchardière, il participe au succès de l'adaptation du roman Le Crime du Bouif à l'occasion de sa création à l'Eldorado de Félix Mayol en 1921 avec dans le rôle principal Tramel et qui donnera suite à la série du Bouif.
Dans les années 1920, il s'oriente vers l'opérette. Il crée plusieurs pièces à grand spectacle, des opérettes et des sketches avec un auteur célèbre : Albert Willemetz.
En 1924, l'opérette Les Amants de Venise est montée à l'Opéra-Comique. Elle est rejouée, en 1928, au théâtre Marigny sous le nom de Venise.
En 1950 le théâtre du Châtelet monte Pour Don Carlos, musique de Francis Lopez, livret d'André Mouëzy-Éon.
En 1960, il apparaît dans le court-métrage Le Rondon d'André Berthomieu.
Veuf de Jeanne Chatelain depuis 1946, André Mouëzy-Éon meurt le 23 octobre 1967 en son domicile au no 82 avenue Foch dans le 16e arrondissement de Paris, et il est inhumé au cimetière des Batignolles (2e division).
Julien Gracq, dans La forme d'une ville, évoque la figure de Mouëzy-Éon, « plus richement pourvu en droits d'auteur que son célèbre compatriote Jules Verne. Ce pactole coulait de sa production de vaudevilles militaires, et du succès, qui ne s'épuisait pas, de son chef-d'œuvre Tire-au-flanc, combinaison efficacement dosée de comique troupier et de caleçonnades de boulevard. »

## Pièces, comédies, vaudevilles
- Psychologie d'étudiants, comédie en 1 acte (1902)
- Le rêve d'Annaïc, comédie en 1 acte (1903)[12]
- Ton Coq et ma Poule, comédie en 1 acte (1904)[13]
- Tire au flanc, comédie en 3 actes co-écrite avec André Sylvane (1904)[14]
- Le Major Ipéca, vaudeville en 3 actes (1906)[15]
- Il ou Elle?, comédie en 1 acte (1906)[16]
- Panachot, gendarme, Vaudeville militaire en 3 actes (1907)[17]
- L'enfant de ma soeur, pièce en 3 actes (1908)[18]
- Le papa du régiment, pièce en 3 actes (1910)[19]
- Dichotomie, drame en 2 actes co-écrit avec G. Jubin (1911)[20]
- Le Pavillon, comédie en 3 actes co-écrite avec André Sylvane (1911)[21]
- La part du feu, pièce en quatre actes (1912)[22]
- Le Docteur Hortense, sketch en un acte, musique d'Edouard Mathé (1913)[23].
- Les Samedis de Monsieur, vaudeville en 2 actes co-écrite avec André Sylvane (1913)[24]
- Les Dégourdis de la 11ème, pièce militaire en 3 actes co-écrite avec Charles Daveillans (1913)[25]
- Le Filon, vaudeville en 3 actes d'après un texte original de Louis Delluc[26],[27] (1918)[28]
- Les Francs-Fileurs (1918)
- Malikoko, roi des nègres (1919)

## Opérettes et comédies musicales
- La Marraine de l'Escouade, opérette en trois actes avec Charles Daveillans, musique de Henri Moreau-Febvre (1917).
- La Folle Nuit, en 3 actes, avec Félix Gandéra (5 avril 1917 au théâtre Édouard VII)
- La Petite Bonne d'Abraham, conte biblique en 3 actes avec Félix Gandéra, musique Marcel Pollet (13 décembre 1917 au théâtre Édouard VII)
- Daphnis et Chloé, ou la leçon d'amour co-écrit avec Félix Gandéra (1918)[29] (8 novembre 1918 au théâtre Édouard VII)
- La Liaison dangereuse (1er janvier 1919)
- Le Crime du Bouif, farce créée à l'Eldorado en février 1921 et co-écrite avec Georges de la Fouchardière, l'auteur du roman en 1911,
- Venise (25 juin 1927)
- Le Renard chez les poules (31 janvier 1929)
- Olive (2 novembre 1929)
- Sidonie Panache (6 décembre 1930)
- Nina-Rosa (22 décembre 1931)
- La Tulipe noire (18 mars 1932)
- La Dubarry (21 octobre 1933)
- Rose de France (28 octobre 1933)
- Valses de Vienne (21 décembre 1933)
- Au temps des Merveilleuses (25 décembre 1934)
- Un coup de veine (11 octobre 1935)
- Au soleil du Mexique (18 décembre 1935)
- Yana (24 décembre 1936)
- Le Chant du tzigane (11 décembre 1937)
- La Margoton du bataillon (22 décembre 1937)
- Billie et son équipe de Michel Emer et Jean Sautreuil, livret d'André Mouëzy-Éon et Albert Willemetz, Théâtre Mogador (6 mars 1939)
- Théâtre du Grand-Guignol
  - 1941 : La Bonne Tempête
  - 1941 : La Sauce archiduc
  - 1942 : Fermeture éclair
  - 1943 : Lune rousse
  - 1944 : Factice
  - 1946 : Monsieur est servi
- Chanson gitane, opérette d'A. Mouëzy-Éon et Maurice Yvain (décembre 1946, Gaîté Lyrique)
- Pour Don Carlos, musique de Francis Lopez, livret d'André Mouëzy-Éon, chansons de Raymond Vincy, d'après Pierre Benoit, mise en scène Maurice Lehmann (1950, Théâtre du Châtelet)

## Filmographie

### Auteur adapté
- 1912 : Tire-au-flanc de Georges Lordier
- 1920 : Flipotte de Jacques de Baroncelli
- 1925 : 600 000 francs par mois de Nicolas Koline et Robert Péguy
- 1926 : Bibi-la-Purée de Maurice Champreux
- 1928 : Tire-au-flanc de Jean Renoir
- 1930 : Le Tampon du capiston de Joe Francis et Jean Toulout
- 1930 : The matrimonial bed de Michael Curtiz
- 1931 : La Chienne de Jean Renoir
- 1931 : L'Amour à l'américaine de Claude Heymann
- 1932 : Ah ! Quelle gare ! de René Guissart d'après Il est cocu, le chef de gare coécrit avec Nicolas Nancey
- 1932 : L'Enfant de ma sœur de Henry Wulschleger
- 1932 : La Folle Nuit de Robert Bibal
- 1933 : Plein aux as de Jacques Houssin
- 1933 : Six cent mille francs par mois de Léo Joannon
- 1933 : Les Deux "Monsieur" de Madame d'Abel Jacquin et Georges Pallu
- 1933 : Faut réparer Sophie d'Alexandre Ryder
- 1933 : L'Héritier du Bal Tabarin de Jean Kemm
- 1933 : Tire au flanc de Henry Wulschleger
- 1934 : Sidonie Panache de Henry Wulschleger
- 1935 : Bibi-la-Purée de Léo Joannon
- 1935 : Mr. What's-His-Name ? de Ralph Ince coécrit avec Yves Mirande
- 1937 : Les Dégourdis de la 11e de Christian-Jaque
- 1937 : Le Plus Beau Gosse de France de René Pujol
- 1941 : Kisses for breakfast de Lewis Seiler d'après la pièce de théâtre Au premier de ces messieurs coécrit avec Yves Mirande
- 1941 : Prednosta stanice de Jan Sviták d'après sa pièce Il est cocu, le chef de gare coécrit avec Nicolas Nancey
- 1945 : La Rue rouge de Fritz Lang, coécrit avec Georges de La Fouchardière
- 1950 : Tire au flanc de Fernand Rivers
- 1950 : Le Tampon du capiston de Maurice Labro
- 1952 : Le Crime du Bouif d'André Cerf
- 1958 : Sacrée Jeunesse d'André Berthomieu
- 1961 : Tire-au-flanc 62 de Claude de Givray et François Truffaut

### Scénariste
- 1910 : La Vengeance de la morte (ou Le Portrait) d'Albert Capellani -
- 1921 : Le Crime du Bouif d'Henri Pouctal
- 1930 : La Meilleure Bobonne de Marc Allégret
- 1931 : L'Amour à l'américaine de Claude Heymann
- 1932 : L'Enfant de ma sœur d'Henry Wulschleger
- 1932 : Le Crime du Bouif d'André Berthomieu
- 1933 : Tire au flanc d'Henry Wulschleger
- 1933 : La Margoton du bataillon de Jacques Darmont
- 1933 : Tout pour rien de René Pujol
- 1934 : Sans famille de Marc Allégret
- 1936 : Bach détective de René Pujol
- 1936 : J'arrose mes galons de René Pujol et Jacques Darmont
- 1943 : Feu Nicolas de Jacques Houssin
- 1961 : Tire-au-flanc 62 de Claude de Givray et François Truffaut

### Dialoguiste
- 1930 : La Meilleure Bobonne de Marc Allégret
- 1931 : L'Affaire Blaireau d'Henry Wulschleger
- 1934 : Sans famille de Marc Allégret
- 1935 : Le Roman d'un jeune homme pauvre d'Abel Gance
- 1950 : Tire au flanc de Fernand Rivers

### Acteur
- 1950 : Tire au flanc de Fernand Rivers
- 1961 : Tire-au-flanc 62 de Claude de Givray et François Truffaut

## Publications
- André Mouëzy-Éon, Les Adieux de la troupe : souvenirs de théâtre, éditions La Table ronde, 1963 (OCLC 21267818)